# 韋元甫
韋 元甫（い げんほ、710年 - 771年）は、唐代の官僚。字は宣憲。本貫は京兆郡杜陵県。

## 経歴
司農寺卿の韋玢の子として生まれた。若くして礼法を守って身を慎み、学問と品行にさとかった。白馬県尉を初任とし、統治の手法で名を知られた。河南採訪使の韋陟に器量を重んじられ、支使をつとめ、同幕判官の員錫と名声を等しくした。元甫は簡牘に詳しく、員錫は考究に詳しかったことから、当時の人は「員推韋状」と併称した。元甫は入朝して監察御史・殿中侍御史・司勲郎中・司庫郎中を歴任した。洪州刺史・江西観察使として出向した。入朝して太府寺少卿に任じられ、大理寺少卿に転じた。宝応元年（762年）、潤州刺史として出向した。入朝して太子左庶子となり、御史中丞に累進した。蘇州刺史・浙江西道都団練観察等使に転じた。大暦3年（768年）、宰相の杜鴻漸に推薦され、長安に召還されて尚書右丞となった。淮南節度使が欠員となると、また杜鴻漸に推薦されて、揚州長史に任じられ、御史大夫を兼ね、淮南節度観察等使をつとめた。彭城郡開国公に封じられた。大暦6年7月乙酉（771年8月15日）、在官のまま病没した。享年は62。戸部尚書の位を追贈された。
子に韋悦があり、長安県令となった。

## 伝記資料
- 『旧唐書』巻115 列伝第65
- 大唐故金紫光禄大夫揚州大都督府長史兼御史大夫淮南節度観察処置使彭城郡開国公贈戸部尚書韋公墓誌銘并序（韋元甫墓誌）